# Corneville-la-Fouquetière
Corneville-la-Fouquetière település Franciaországban, Eure megyében. Lakosainak száma 123 fő (2022. január 1.). Corneville-la-Fouquetière Beaumont-le-Roger, Fontaine-l’Abbé, Treis-Sants-en-Ouche és Mesnil-en-Ouche községekkel határos.

## Népesség
A település népességének változása:
| Lakosok száma | 71   | 62   | 76   | 99   | 119  | 122  | 121  | 122  | 123  | 123  |
|               | 1968 | 1982 | 1990 | 2006 | 2013 | 2015 | 2017 | 2019 | 2020 | 2022 |